# Edmund Kiss

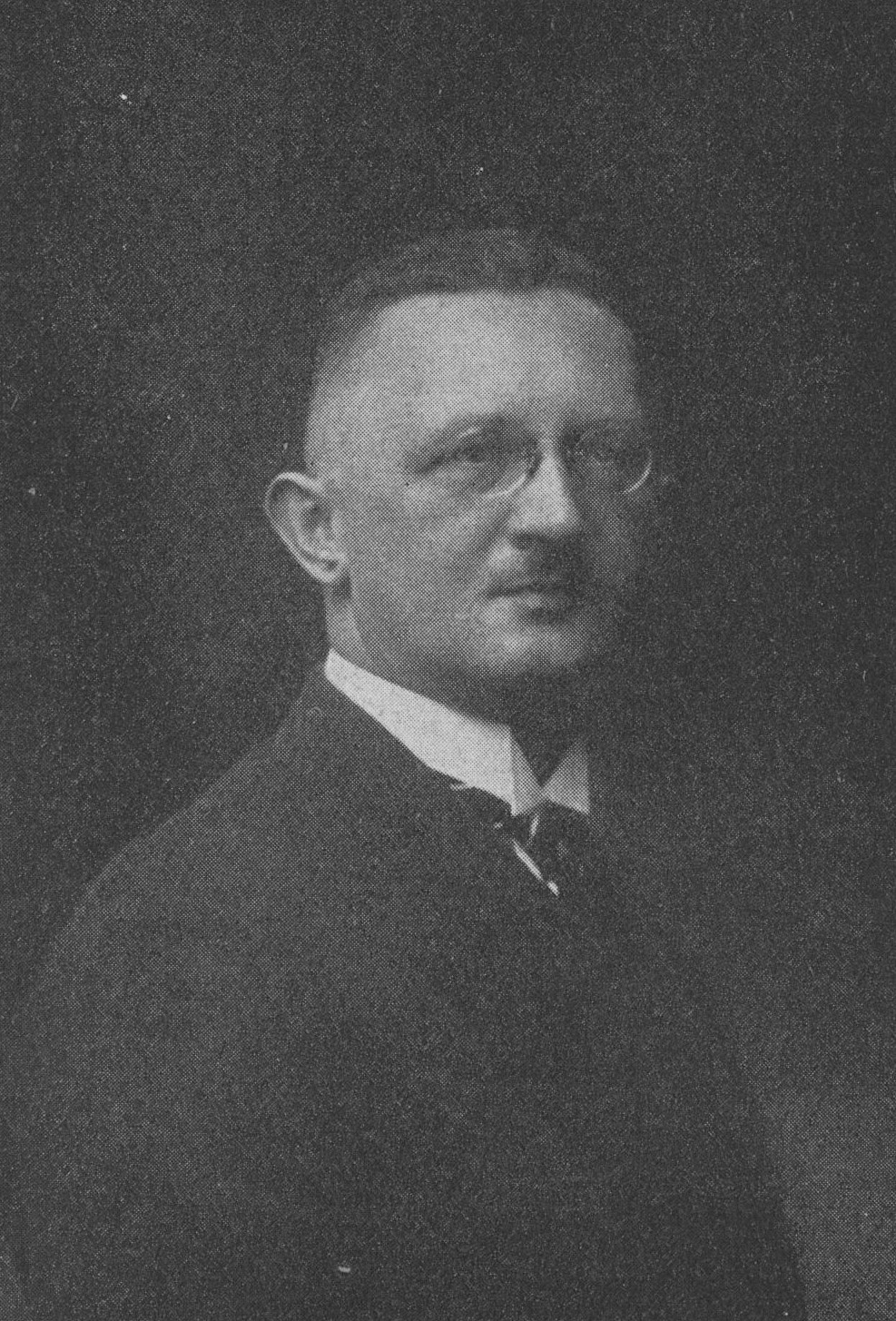
Edmund Kiss, um 1926

Edmund Kiss (eigentlich Kiß; * 10. Dezember 1886 in Koblenz; † 1960) war ein deutscher Autor und Architekt. Er ist insbesondere bekannt für seine Bücher über die Ruinenstätte Tiwanaku in Bolivien, die heute der Pseudoarchäologie zugerechnet werden. 

## Leben
Edmund Kiss studierte Architektur und behauptete auch Archäologie studiert zu haben (wofür es aber keine Belege gibt). Im Ersten Weltkrieg wurde Kiss als Soldat mehrfach verwundet und mit dem Eisernen Kreuz erster und zweiter Klasse ausgezeichnet. Nach dem Krieg wurde er Architekt und ließ sich im westfälischen Münster nieder. Als Bauprojekt von Kiss ist das von 1926 bis 1928 errichtete Polizeipräsidium in Recklinghausen bekannt, das er gemeinsam mit dem Regierungsbaumeister Bruno Kleinpoppen aus Rheydt entwarf. Er begann sich gleichzeitig für die Welteislehre Hörbigers zu interessieren.

## Schriftstellerische Tätigkeit

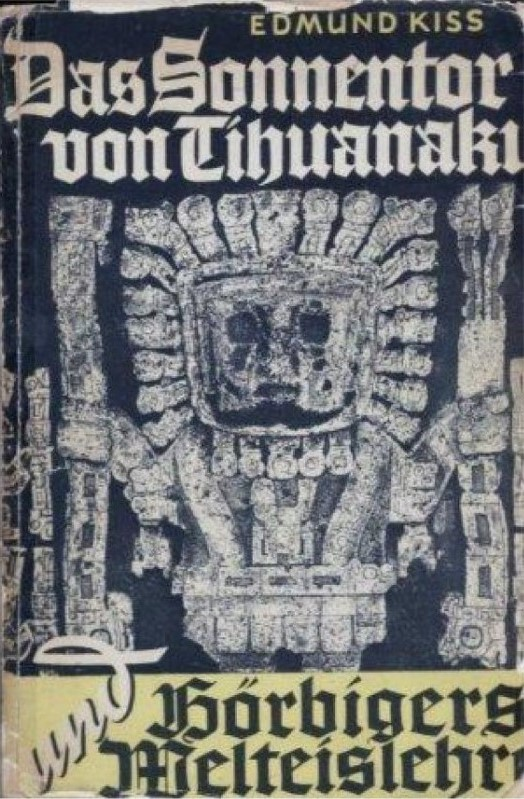
Ausgabe von Das Sonnentor von Tihuanaku und Hörbigers Welteislehre. Himmler schenkte eine ledergebundene Kopie dieses Buches Adolf Hitler zu Weihnachten.

Nach Erik J. Marsh folgen Kiss’ Romane eng rassistischer Pseudoarchäologie. Ende der 20er Jahre gewann Kiss ein Preisgeld von 20.000 Reichsmark in einem Autoren-Wettbewerb. Aufgrund der vom umstrittenen Amateurarchäologen Arthur Posnansky geschaffenen Mythen und arischen Migrationsmythen verschlug es ihn 1928 nach Bolivien. Den Aufenthalt finanzierte er mit dem Preisgeld. Er erforschte die Ruinenstädte auf der Insel Marajó und am Titicacasee, die Ruinenstätte Tiwanaku. Innerhalb von Tiwanaku erforschte er insbesondere Pumapunku und Kalasasaya. Im Fall von Pumapunku behauptete er, es würde sich um ein Mausoleum handeln und bei Kalasasaya um eine Sternwarte. Diese Deutungen sind jedoch umstritten. Dabei vertrat er die bizarre Auffassung, das Sonnentor von Tiwanaku sei ein unvorstellbar altes Bauwerk, wobei der „Kalendar“ auf der Erscheinung des Mondes und auf der eines mysteriösen verschwundenen Himmelskörpers basieren würde. Mithilfe der pseudowissenschaftlichen Welteislehre des Mathematik-hassenden Ingenieurs Hanns Hörbiger versuchte er die von ihm als kalendarisch angenommenen Ideogramme zu erklären.
Während dieser Zeit, in der er nach unbestätigten Angaben auch als Leiter eines Museums in La Paz tätig war, festigte sich seine Überzeugung einer uralten arisch-atlantischen Kultur, die sich bis nach Südamerika erstreckt haben soll, wobei die südamerikanischen Frühkulturen von nordischen Menschen beeinflusst sein sollten. Diese Gedankengänge publizierte er in einem Aufsatz „Nordische Baukunst in Bolivien“ in der Zeitschrift „Germanien“, Jahrgang 1939, sowie in seinem Buch „Das Sonnentor von Tihuanaku und Hörbigers Welteislehre“. Zu Beginn der 30er Jahre wurde Kiss durch einen auflagenstarken Weltentstehungsroman einem größeren Publikum bekannt („Das gläserne Meer“, 1930), dem ersten Teil einer Tetralogie über Atlantis („Die letzte Königin von Atlantis“ 1931, „Frühling in Atlantis“, 1933, „Die Singschwäne von Thule“, 1937). Zu diesem Zeitpunkt war Kiss bereits überzeugter Anhänger der Welteislehre, die er in seinen Romanen durch die Beschreibung der durch Mondeinstürze ausgelösten Naturkatastrophen plastisch verbildlichte, während er gleichzeitig in mehreren Artikeln der Zeitschrift „Germanien“ durchaus nüchterne wissenschaftliche Abhandlungen über Themenkreise des germanischen Brauchtums verfasste – etwa einen Artikel über „Altgermanische Bodenvorratswirtschaft“ – die keinerlei Bezug zur WEL aufweisen. Andererseits verband Kiss in seinen Büchern die Mondeinsturzszenarien Hörbigers mit der Atlantis-Überlieferung Platos und der Vorgeschichte der Germanen. Schon 1933 verteidigte er die Welteislehre leidenschaftlich in einer Kampfschrift.

## Tätigkeit im NS-Staat und Forschungsreisen
Im Jahre 1936 gehörte Kiss zu den Mitunterzeichnern des Pyrmonter Protokolls. Kurz danach erging eine Anweisung Himmlers, Kiss inoffiziell durch das Ahnenerbe in seinen Forschungen zu unterstützen. Neben der bedingungslosen Unterstützung der pseudowissenschaftlichen Welteislehre trat Kiss ebenfalls für die Echtheit der Ura-Linda-Chronik ein – überdies vertrat er in einem kurz zuvor erschienenen Buch über das „Sonnentor von Tihuanaku“ (1937) die Ansicht einer Millionen Jahre alten Kultur in Südamerika, was auch nicht gerade auf Zustimmung der herrschenden Wissenschaft stoßen konnte.

### Abessinien-Forschungsreise 1939
Als dem damaligen Reichsführer während eines Fluges über das libysche Hochland Strandlinien auffielen, die für ihn ein möglicher Beweis der Welteislehre waren, ersuchte er Kiss eine Forschungsreise nach Libyen zu unternehmen. Anfang 1939 begab sich Kiss auf seine Forschungsreise nach Abessinien. Im Februar 1939 erreichte er zusammen mit einem Assistenten und einem Kameramann die Hauptstadt des damaligen Italienisch-Libyen, Tripolis, wo ihm vom italienischen Gouverneur ein LKW sowie ein Flugzeug zur Verfügung gestellt wurden. Innerhalb von zwei Wochen trug Kiss mit seinen Begleitern eine Reihe von Indizien für die einstmalige Existenz von gewaltigen Wassermassen in der libyschen Sahara zusammen, die für ihn nur mit der Hörbigerschen Theorie erklärt werden konnten.
Kurz vor Antritt der Reise war der Abenteurer auf Anweisung Himmlers und begleitet von einem positiven Gutachten des SD-Professors Franz Alfred Six im Jahr 1938 offiziell in das SS-Ahnenerbe übernommen worden, obwohl seine publizierten Forschungsergebnisse umstritten waren und er somit auch nicht zur angestrebten Steigerung des wissenschaftlichen Anspruchs des Ahnenerbe beitragen konnte. Zum 10. Januar 1939 trat er der SS als Hauptsturmführer bei (SS-Nummer 313.995), zum 18. Oktober 1941 wurde er zum Sturmbannführer und zum 9. November 1944 zum SS-Obersturmbannführer befördert.

### Tibet-Forschungsreise Ernst Schäfers 1938/39
Der Versuch Himmlers, Kiss an der „Tibet-Forschungsreise Ernst Schäfers 1938/39“ zu beteiligen, um insbesondere Forschungen zur Welteislehre durchführen zu können, scheiterte jedoch. Mit Verweis auf die schwindende wissenschaftliche Reputation der Expedition lehnte Schäfer die Teilnahme des Welteisforschers ab. In seinen unveröffentlichten Memoiren hielt Schäfer über Kiss fest, dass dieser behauptet habe, am Titicaca-See „Welthäfen von Außerirdischen“ gefunden zu haben.

### Geplante Tiwanaku-Forschungsreise
Für das Jahr 1940 war eine Expedition nach Südamerika, insbesondere Tiwanaku, geplant, die unter Leitung von Kiss Grabungen in Bolivien, Peru und Kolumbien durchführen und dabei Erkenntnisse aus Knochen- und Kalksegmenten, Fauna und Flora sowie aus Strandlinien und kinematographischen Aufnahmen gewinnen sollte. Für diese Expedition, die sich aus Archäologen, Zoologen, Botanikern, Astronomen, Kartographen, Geologen sowie einem Filmteam zusammensetzen sollte, waren bereits modernste Geräte bereitgestellt worden: Zur Durchforschung des Titicaca-Sees nach alten Ruinen stand ein Tiefsee-Photographie-Gerät zur Verfügung und die Firma Zeiss stellte ein Luftbild-Aufnahmegerät bei, mit dem prähistorische Strukturen aufgespürt werden sollten. Unter Verweis auf die Kriegslage wurde die Expedition Anfang 1940 offiziell abgesagt.
Trotz der Überlegung, die Forschungsreise nach einem schnellen Sieg Deutschlands kurzfristig nachholen zu können, war die endgültige Absage Ende 1941 besiegelt. Kiss war bereits im Oktober 1939 im Range eines Hauptmanns in den aktiven Wehrdienst berufen worden.

## Nachkriegszeit
Nach vierjährigem Kriegseinsatz und anschließendem Dienst im Wachbataillon am Führerhauptquartier Wolfsschanze geriet Kiss 1945 in alliierte Kriegsgefangenschaft und wurde ins Internierungslager Dachau überstellt. Von hier gelangte er in ein Internierungslager bei Darmstadt, aus dem er aufgrund seines durch eine frühere Malariaerkrankung rapide abfallenden Gesundheitszustandes 1947 entlassen wurde. 1948 wurde er in einem Entnazifizierungsverfahren als „Mitläufer“ eingestuft und gegen die Zahlung einer Geldstrafe von 501 DM freigesprochen.

## Schriften
- Der Weg aus der Nacht. Roman von Edmund Kiß. Hamburg 1926.
- Die Rekonstruktion des Mausoleums Puma Punku und der Sonnenwarte Kalasasaya in Tihuanaku in Bolivien. In: Zeitschrift für Bauwesen, Jg. 80, 1930, S. 64–68 (Digitalisat der Zentral- und Landesbibliothek Berlin)
- Das glaeserne Meer, Leipzig 1930 (4. Aufl. 1941)
- Die letzte Koenigin von Atlantis, Leipzig 1931 (4. Aufl. 1941)
- Fruehling in Atlantis, Leipzig 1933 (2. Aufl. 1939)
- Wittekind der Große, Bölkow, Landsberg/Warthe 1935
- Die Singschwaene aus Thule, Leipzig 1939 (3. Aufl. 1941)